# Álvaro Covarrubias Ortúzar
Álvaro José Miguel Covarrubias Ortúzar (Santiago, 19 de febrero de 1824-Santiago, 24 de abril de 1899) fue un abogado y hombre público chileno, de tendencias liberales.

## Biografía
Hijo de Manuel Covarrubias Ortúzar, y de María de la Luz Ortúzar Formas. Hermano del político conservador Ramón Covarrubias Ortúzar (1826-1909). Sobrino de José Ángel Ortúzar Formas.
Se casó en la Parroquia del Sagrario, Santiago en 1848 con su prima Benigna de los Dolores Ortúzar Gandarillas, hija de su tío José Ángel. 
Se graduó de abogado en 1847. Desde 1848 a 1851 se desempeñó como secretario de la Cámara de Diputados. En 1858 fue llamado a integrar el gabinete en representación de los liberales, pero sus exigencias le granjearon la enemistad de Manuel Montt. 
Diputado por Rancagua (1858-1861) y por Santiago (1864-1867). Miembro de la Facultad de Leyes de la Universidad de Chile en 1862. Apoyó el gobierno de José Joaquín Pérez y fue nombrado ministro de la Corte de Apelaciones de Santiago y ministro del Interior y Relaciones Exteriores en 1864. 
Intervino brillantemente en el Conflicto con España y se retiró en 1867. Elegido ese año como senador hasta 1876. Ministro de la Corte Suprema de Justicia (1868). 
Candidato presidencial en 1871, pero solo obtuvo una preferencia entre 285 electores que escogieron a Federico Errázuriz Zañartu por una amplia mayoría. 
Senador por Santiago en 1876-1882 y 1888-1894. Presidente del Senado (1870, 1875 y 1879). Recorrió Europa en 1873 y años después fue nombrado ministro plenipotenciario en Alemania.